# Gedung Agung (Pulau Panggung)
Gedung Agung is een bestuurslaag in het regentschap Tanggamus van de provincie Lampung, Indonesië. Gedung Agung telt 1249 inwoners (volkstelling 2010).